# Lajos Bárdos
Lajos Bárdos (1 d'octubre de 1899 - 18 de novembre de 1986) va ser director de cor, professor de musicologia i professor de l'Acadèmia Musical Franz Liszt a Hongria. També va fundar una escola de teoria musical a Hongria i el moviment "Singing Youth". Va fer tot el possible per a posar en pràctica la idea de Zoltán Kodály "Cantant Hongria".
A més, se'l coneix com a compositor per peces corals com, per exemple, Libera me (1984) i Autumn Canon.